# بلازم نووي

رسم توضيحي لنواة خلية الإنسان.

البلازم النووي أو أثَلَة أو بلازمة نووية أو كاريولمف (بالإنجليزية: Nucleoplasm) هو سائل هلامي كثيف عديم اللون، يملأ نواة الخلية وتنغمر فيه المحتويات النووية الأخرى، كالنوية والشبكة الكروماتينية.

## مكوناته
يتكون البلازم النووي من الماء، والأيونات الذائبة، وبعض الجزيئات المعقدة مثل النيوكليوتيدات والإنزيمات، ويشمل البلازم النووي الكروموسومات والنواة.

## وظائفه
1. يعمل البلازم النووي كوسيط لتعليق عضيات النواة.
2. مهم في الحفاظ على الشكل والبنية النووية.
3. يقوم بعملية نقل الجزيئات والمواد الهامة لوظائف الخلية المختلفة.
4. يوجد البلازم النووي في الكائنات حقيقية النواة.[6]